# Aeroportul Tandag
Aeroportul Tandag (IATA: TDG, ICAO: RPMW) este un aeroport din Tandag⁠(d), Surigao del Sur⁠(d), Caraga⁠(d), Filipine ce deservește zona Tandag⁠(d). Aeroportul a fost tranzitat în 2021 de 59 de pasageri. A fost numit după zona deservită.
Situat la o altitudine de 5 m, aeroportul dispune de o singură pistă. Este operat de Civil Aviation Authority of the Philippines⁠(d).